# Mężczyzna, którego kocham
Mężczyzna, którego kocham (fr. L'homme que j'aime) – francuski dramat telewizyjny w reżyserii Stéphane Giusti, mający swoją premierę 5 grudnia 1997 roku. Zdjęcia kręcono w departamencie Delta Rodanu.

## Fabuła
Lucas (Jean-Michel Portal) pracuje na basenie jako ratownik. Pewnego dnia zostaje zatrudniony nowy strażnik, Martin (Marcial Di Fonzo Bo). Mężczyzna zakochuje się w Lucasie, ratownik odrzuca zaloty kolegi, ponieważ jest w związku z Lisą (Mathilde Seigner). Gdy Lucas dowiaduje się, że Martin jest seropozytywny, zmienia zdanie. Prosi o radę swojego ojca (Jacques Hansen), który jest profesorem medycyny, w jaki sposób może pomóc przyjacielowi. Choroba Martina postępuje bardzo szybko. Początkowe współczucie przeradza się w miłość. Martin spędza ostatnie chwile swojego życia w otoczeniu ludzi, których kocha: ze swoją matką (Vittoria Scognamiglio) i Lucasem.

## Obsada
- Jean-Michel Portal jako Lucas
- Marcial Di Fonzo Bo jako Martin
- Mathilde Seigner jako Lise

W pozostałych rolach:
- Vittoria Scognamiglio jako matka Martina
- Jacques Hansen jako ojciec Lucasa
- Stéphane Lévêque jako Mathieu
- Karim Lounis jako Pablo
- Bernard Nissile jako Millau
- Bruno Bonomo jako Prêtre
- Stéphane Giusti jako Jérôme